# Déjà-vu
Als Déjà-vu [deʒaˈvy] (französisch déjà vu ‚schon gesehen‘) wird eine Erinnerungstäuschung bezeichnet, bei der eine Person glaubt, ein gegenwärtiges Ereignis früher schon einmal erlebt zu haben. Dabei scheinen – trotz eines starken Erinnerungsgefühls – Zeit, Ort und Kontext der „früheren“ Erfahrung ungewiss oder unmöglich.
Weitere Bezeichnungen für diese qualitative Gedächtnisstörung (psychopathologische Bezeichnung) sind Erinnerungstäuschung (Sander), identifizierende Erinnerungsfälschung (Kraeppelin), Bekanntheitstäuschung, (gnostische) Erinnerungsillusion und Fausse reconnaissance [fos ʀəkɔnɛˈsɑ̃s] (französisch für ‚falsches Wiedererkennen‘).
Ein Déjà-vu tritt beim gesunden Menschen vereinzelt spontan, im Zustand der Erschöpfung oder bei Vergiftungen, aber auch in Träumen, gehäuft auf. Als Begleiterscheinung von Neurosen, Psychosen oder organischen Hirnerkrankungen, vor allem des Temporallappens, können Déjà-vus ebenfalls gehäuft auftreten. Nach Umfragen hatten 50 bis 90 Prozent aller Menschen mindestens einmal ein Déjà-vu, vergessen aber meist nach einer gewissen Zeit, wo und wann es zuletzt auftrat.
Das Gegenteil des Déjà-vus, das Gefühl von Fremdheit in einer vertrauten Umgebung, heißt Jamais-vu-Erlebnis [ʒamɛˈvy] (französisch für ‚nie gesehen‘) und kann unter ähnlichen Umständen auftreten.

## Etymologie
1868 soll der deutsche Psychiater Julius Jensen die Bezeichnung Doppelwahrnehmung für Phänomene eingeführt haben, die heute auch als Déjà-vu bezeichnet werden. Für Jensens Bezeichnung Doppelwahrnehmung soll Wilhelm Sander die Bezeichnung Erinnerungstäuschung vorgeschlagen haben. Der französische Philosoph Émile Boirac soll das Wort Déjà-vu im Jahre 1876 verwendet haben in seinem Buch L’Avenir des sciences psychiques (Die Zukunft der psychischen Wissenschaften). (→Liste geflügelter Worte)

## Erklärungsansätze
Viele Wissenschaftler sehen in der Ergründung des Déjà-vus große Chancen. So könnte die Erforschung von Déjà-vus nicht nur erklären helfen, wie Gedächtnistäuschungen entstehen, sondern auch, wie es dem Gehirn überhaupt gelingt, ein kontinuierliches Abbild der Realität zu konstruieren. Entsprechend diesen Erwartungen liegen reichlich Studien und Erklärungsversuche vor, die einander zum Teil widersprechen:

### Erklärung der geteilten Wahrnehmung
Nach dieser Erklärung kann ein Déjà-vu auftreten, wenn dieselbe (aktuelle) Sinneserfahrung in kurzer Abfolge zweimal hintereinander wahrgenommen wird. Die erste Wahrnehmung ist kurz, oberflächlich oder unter Ablenkung. Unmittelbar danach könnte die zweite Wahrnehmung bekannt erscheinen, weil sie auf natürliche Weise mit der ersten Erfahrung in Verbindung gebracht wird. Eine mögliche Ursache für diesen Mechanismus könnte sein, dass die erste Wahrnehmung nur eine schwache Verarbeitung erfährt, was bedeutet, dass nur einige oberflächliche physische Attribute aus dem Stimulus extrahiert werden.

### Gedächtnisbasierte Erklärung

#### Implizite Erinnerung
Das Gedächtnis (genauer recognition memory) ermöglicht es, zu erkennen, dass das aktuelle Ereignis oder die Aktivität schon einmal geschehen ist. Nach den Theorien der impliziten Erinnerungen erfolgt dies im Falle eines Déjà-Vus durch das implizite Gedächtnis (unterbewusst) und kann sowohl durch tatsächliche (vergessene) Erinnerungen als auch nicht-existente bzw. stark andersartige Erinnerungen verursacht werden.
Somit können die Begegnungen mit den zugehörigen impliziten Assoziationen im zweiten Fall als Fehlfunktion des recognition memory betrachtet werden. Trotzdem werden Déjà-Vus häufig mit einer guten Gedächtnisfunktion in Verbindung gebracht.
Kryptomnesie
Eine weitere mögliche Erklärung für das Phänomen des Déjà-vu ist das Auftreten von Kryptomnesie, bei der erlernte Informationen bereits vergessen wurden, bestimmte Teile des Wissens allerdings durch ähnliche Ereignisse wieder hervorgerufen werden können. Das daraus resultierende Gefühl der Vertrautheit erklären die Studien als Déjà-vu. In diesem Kontext wird häufig das Konzept der Erinnerung als Rekonstruktionsprozess bevorzugt, wonach jedes Zurückerinnern nur ein Aufruf der letzten Rekonstruktion ist. Ein Wiedererkennen (Déjà-vu) basiert auf einer möglichst großen Schnittmenge zwischen dem aktuell Erlebten und der im Gedächtnis gespeicherten Informationen. Diese Informationen tendieren aber dazu, über die Anzahl der Generationen an Rekonstruktionsversuchen so von dem eigentlichen Erlebnis abzuweichen, dass es scheint, als wäre eine solche Situation nie erlebt worden, auch wenn sie vertraut wirkt.

### Doppelte neurologische Verarbeitung
1964 schlug Robert Efron vom Veterans Hospital in Boston vor, dass ein Déjà-vu durch eine „doppelte neurologische Verarbeitung“ einer Erfahrung entsteht. Efron fand heraus, dass das Sortieren eingehender Signale im Temporallappen der linken Gehirnhälfte erfolgt. Die Signale einer Erfahrung treten jedoch vor der Verarbeitung zweimal in den Schläfenlappen ein, einmal von jeder Hemisphäre des Gehirns, normalerweise mit einer leichten Verzögerung von Millisekunden zwischen ihnen. Efron schlug vor, dass die beiden Signale als zwei getrennte Erfahrungen verarbeitet werden könnten, wenn sie gelegentlich nicht richtig synchronisiert würden, wobei die zweite ein Wiedererleben der ersten zu sein scheint.

## Déjà-vu in der Kunst

### Film und Theater
In Folge 16 von Monty Python’s Flying Circus aus dem Jahr 1970 erlebt der Moderator einer Fernsehsendung über psychologische Phänomene, dargestellt von Michael Palin, eine Serie von Déjà-vus.
In dem Film Matrix deutet ein offensichtliches Déjà-vu auf eine Manipulation des simulierten Weltgefüges hin (Szene bei 74:27 min., in der eine schwarze Katze zweimal eine Tür passiert und sich schüttelt).
Weitere Filme mit Bezug zu Déjà vu bzw. entsprechendem Titel sind:
- Déjà vu – oder die gebändigte Geliebte, deutscher Film von Christian Bauer und Jörg Bundschuh (1984)
- Déjà vu (1985), britisches Filmdrama von Anthony B. Richmond
- Déjà vu (Raumschiff Enterprise – Das nächste Jahrhundert), TV-Serien-Episode (1992)
- Déjà Vu – Wettlauf gegen die Zeit US-amerikanischer Action-Thriller von Tony Scott (2006)
- CSNY Déjà Vu, US-Musikfilm von Bernard Shakey und Neil Young (2008)
- Tatort: Déjà-vu, TV-Krimi (2018)

Von Ralph Wallner stammt ein Theaterstück mit dem Namen Breznknödl-Deschawü.

### Bildende Kunst
2006 fand im Atelier Augarten in Wien eine Ausstellung unter dem Titel Déjà-vu statt. Sieben zeitgenössische Künstler nahmen zu dem Phänomen der geheimnisvollen Wiederkehr des Vergangenen Stellung. Zu sehen waren Arbeiten von Anna Gaskell, Isabell Heimerdinger, Constantin Luser, Jan Mancuska, Martina Steckholzer, David Thorpe und Clemens von Wedemeyer.

### Musik
In der Musik gibt es u. a. folgende Darstellungen des Phänomens:
- Die US-Rockband Crosby, Stills, Nash & Young veröffentlichte 1970 ihr Album Déjà Vu, dessen Titel auf dem gleichnamigen Stück von David Crosby beruht, das auf dem Album zu finden ist.
- Die Deutschrockband Spliff brachte 1982 das Neue-Deutsche-Welle-Lied Déjà Vu heraus.
- Das im Jahr 1986 veröffentlichte Album Somewhere in Time der britischen Band Iron Maiden enthält ein Lied mit Titel Deja-Vu.[18][19]
- 1991 veröffentlichte Dieter Bohlen mit seiner Band Blue System eine Single und ein Album dieses Namens.
- 1999 veröffentlichte Dave Rodgers das Lied Deja Vu, welches unter anderem durch den Anime Initial D, in dem es vorkam, größere Bekanntheit erlangte.
- 2004 veröffentlichte John Fogerty das Album Deja Vu All Over Again, das den Titel Deja Vu (All Over Again) enthält.
- 2006 veröffentlichte die R&B-Sängerin Beyoncé Knowles ein gleichnamiges Lied.
- Eminem veröffentlicht 2009 den Song Deja vu auf seinem Album Relapse.
- Von Hannes Kinder stammt das Lied Déjà-vu, das am 19. August 2013 als Single veröffentlicht wurde.[20]
- Durch eine Kollaboration des australischen DJ und Produzenten Timmy Trumpet mit dem neuseeländischen Rapper Savage entstand 2017 ein Lied namens Deja Vu.[21]
- Am 29. September 2017 veröffentlichte der deutsche Sänger Mike Singer ebenfalls eine Single namens Deja Vu.[22]
- Am 1. April 2021 veröffentlichte Olivia Rodrigo ihre zweite Single deja vu.[23]